# Walker Art Gallery

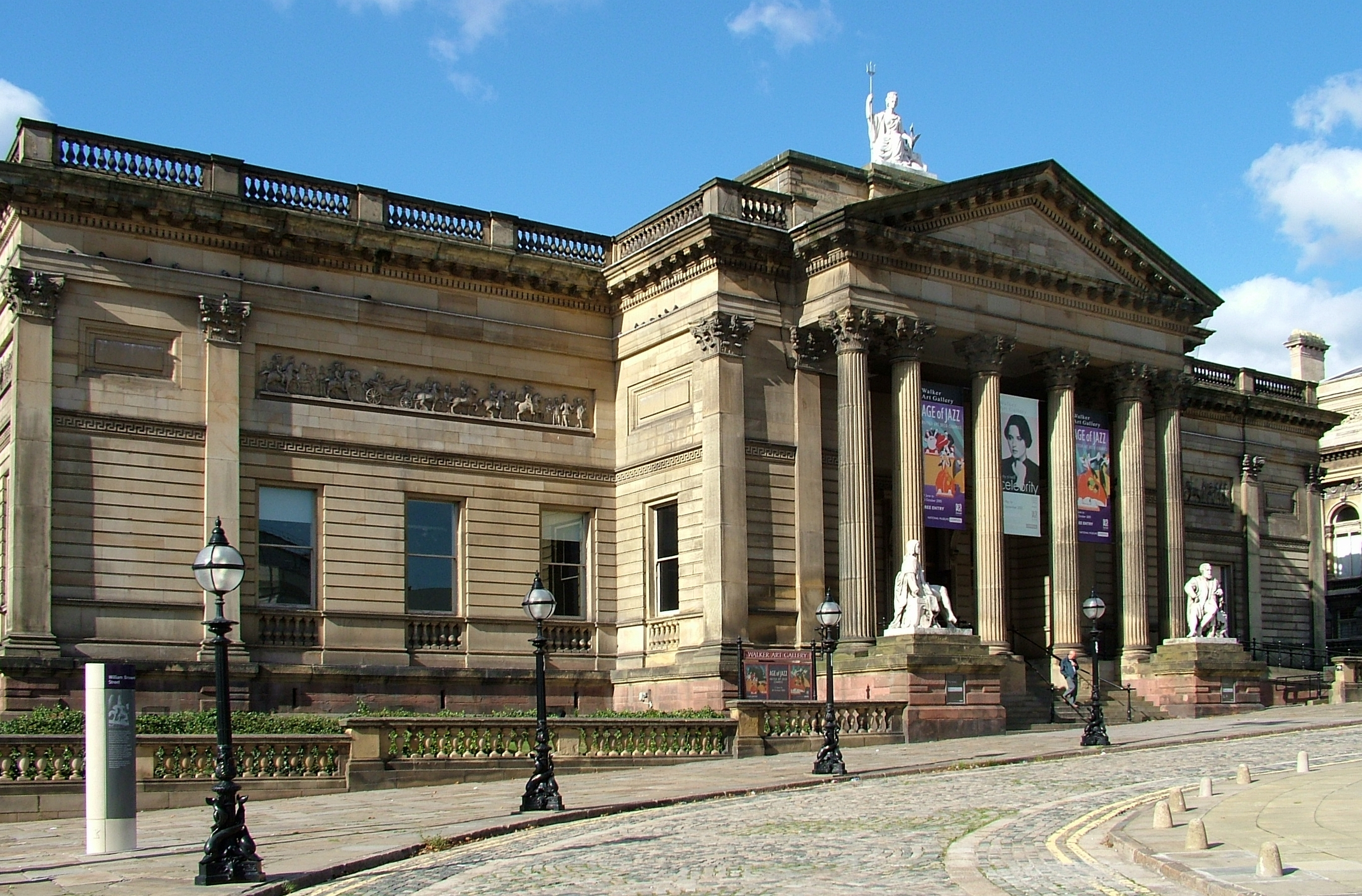
Walker Art Gallery in Liverpool

Die Walker Art Gallery ist eine Kunstgalerie in Liverpool, in der sich eine der größten Kunstsammlungen von ganz England befindet. Daher wird die Walker Art Gallery oft auch als National Gallery of the North bezeichnet. In ihr befinden sich Gemälde und Skulpturen von großen Meistern und heute nahezu unbekannten Künstlern aus den letzten 600 Jahren.

## Geschichte

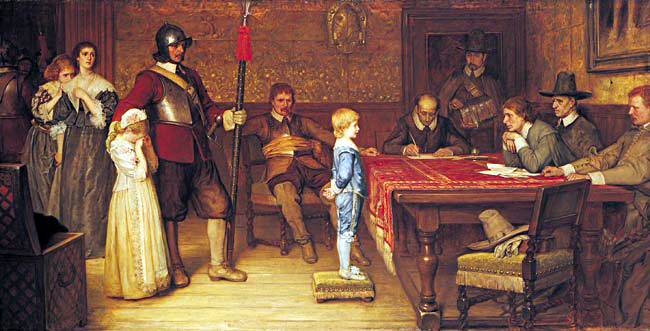
Yeames: And when did you last see your Father? (1878)

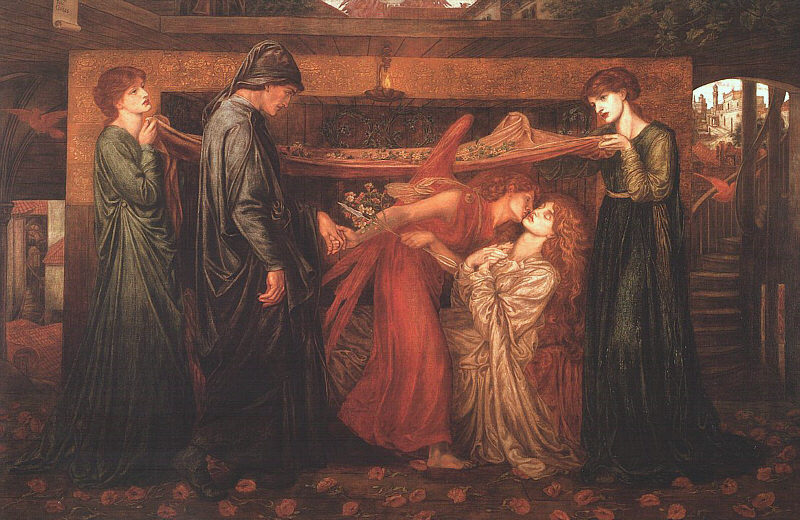
Rossetti: Dante's Dream (1871)

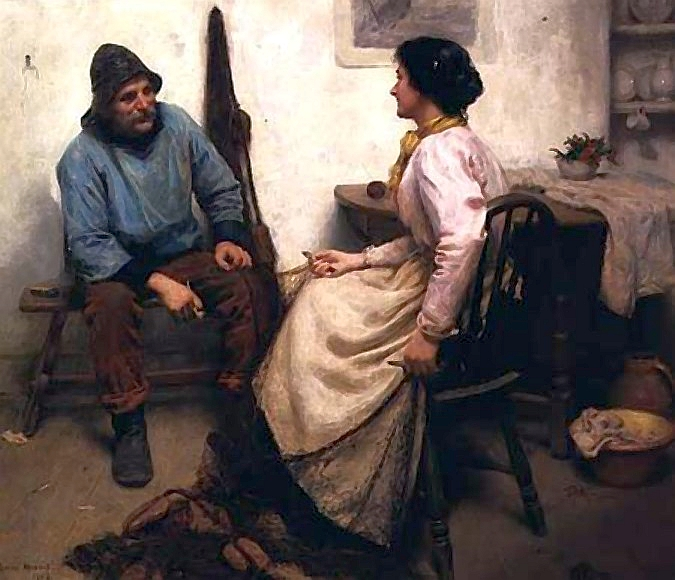
Harris: Mending The Nets

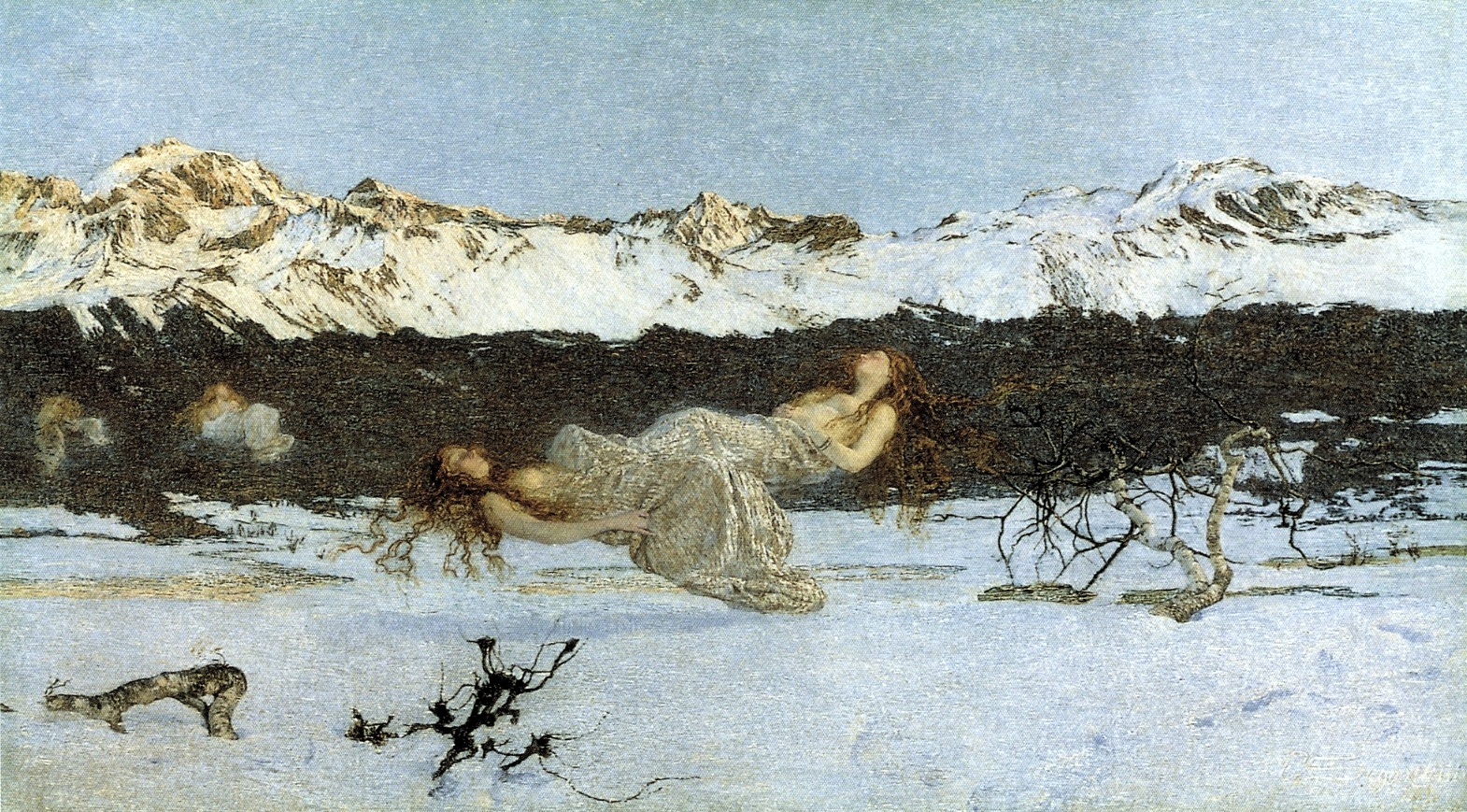
Segantini: Il castigo delle lussuriose (1891)

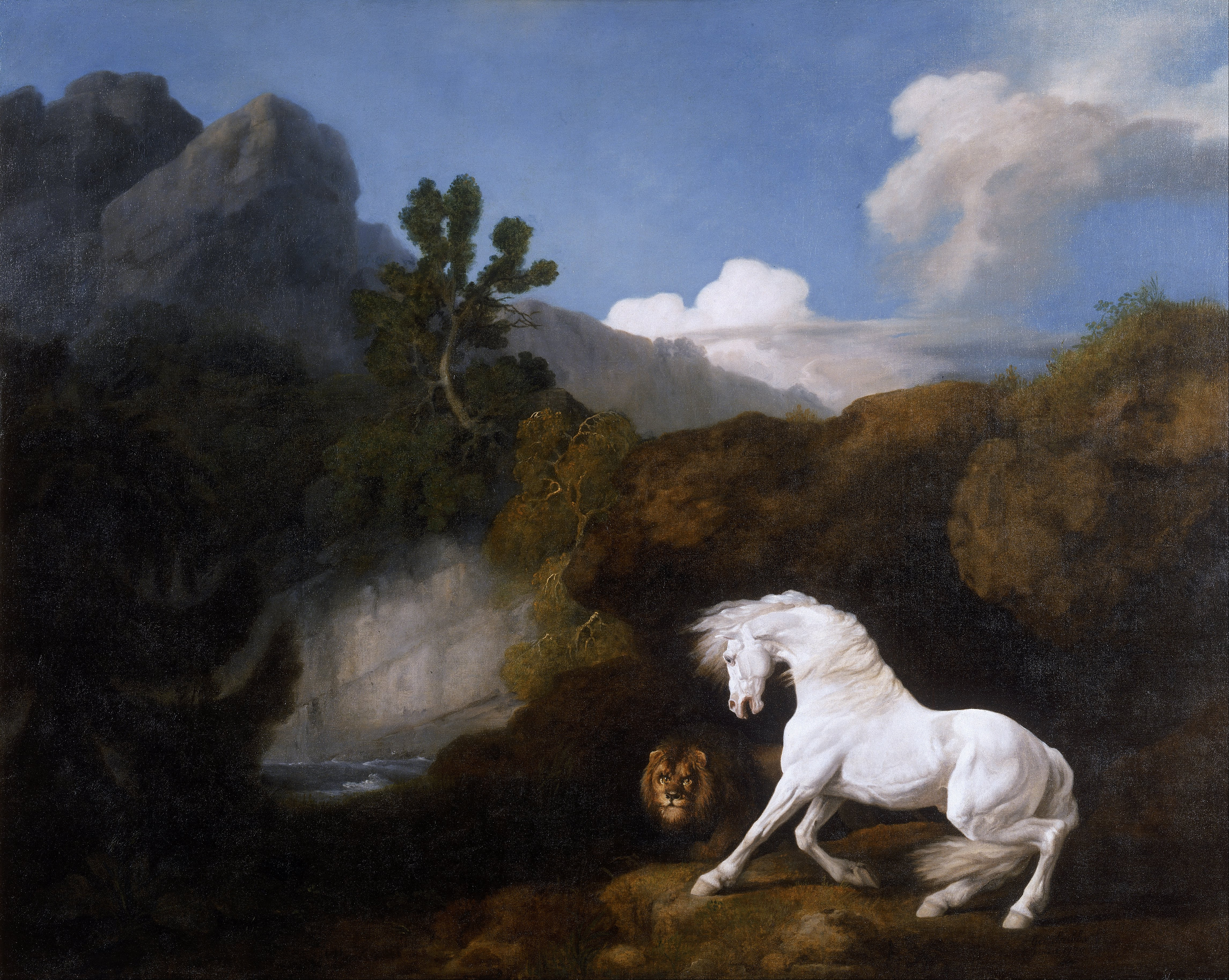
Stubbs: Horse Frightened by a Lion (1770)

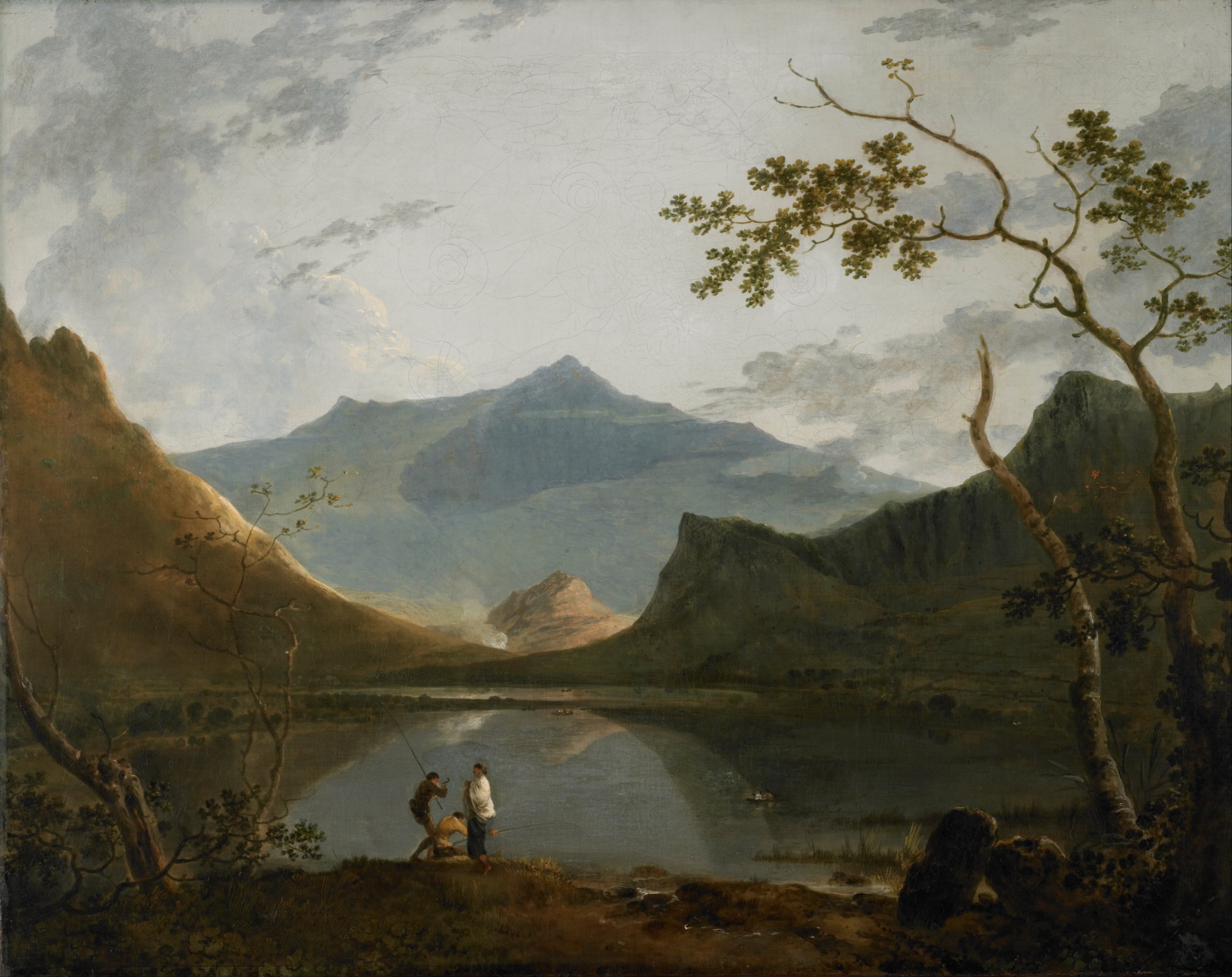
Wilson: Snowdon from Llyn Nantlle (1765)

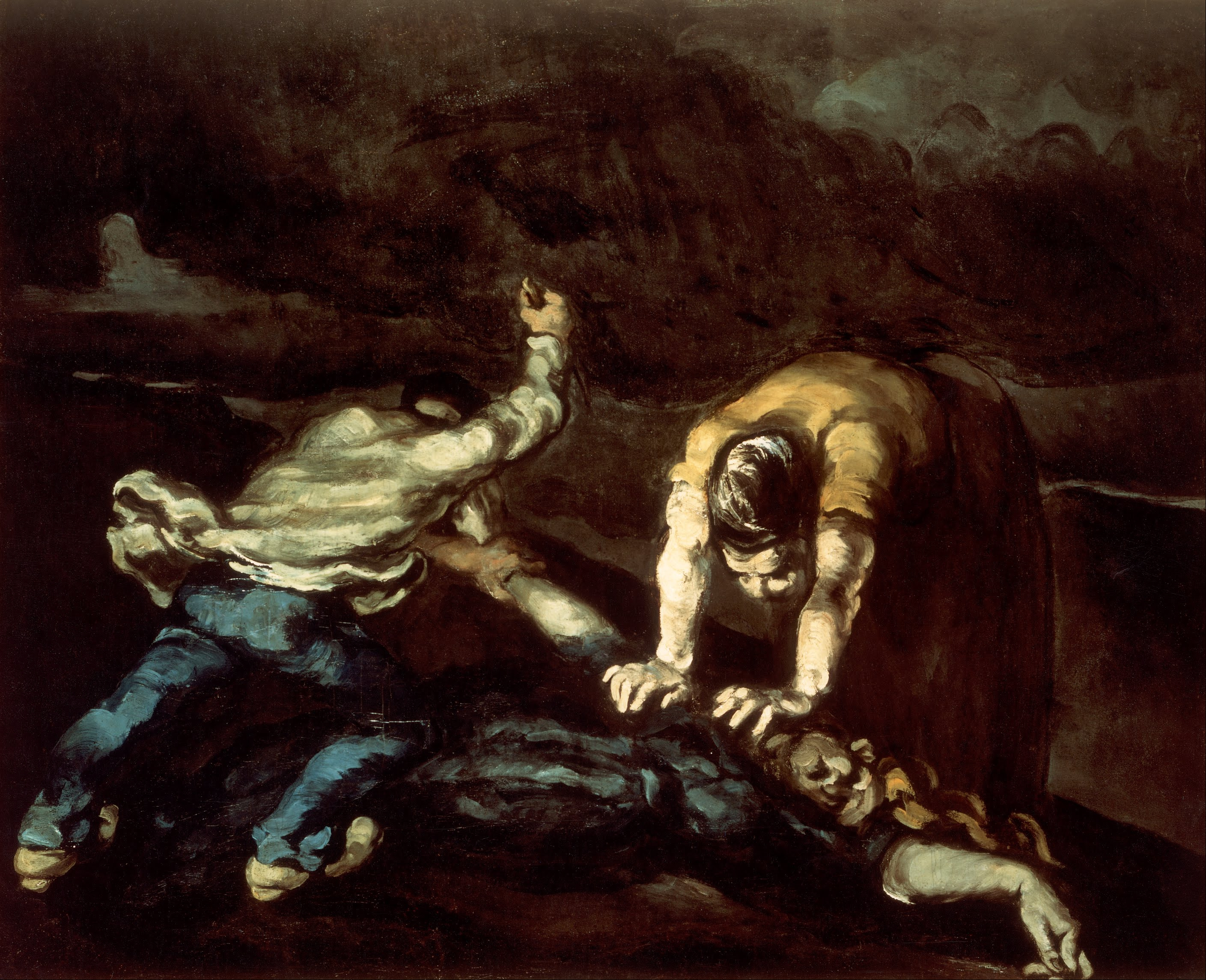
Cézanne: The Murder (1882)

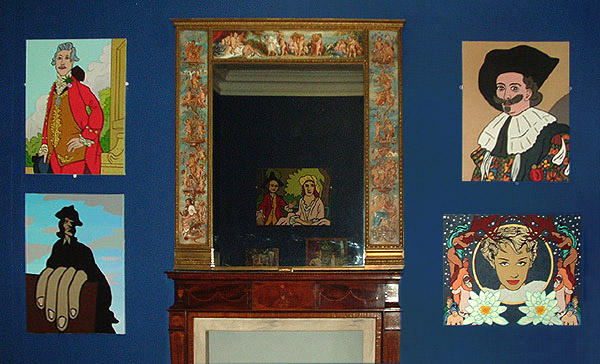
The Stuckists Punk Victorian (2004)

Andrew Barclay Walker (1824–1893), ein Brauereibesitzer und Lokalpolitiker, stiftete 1873 der Stadt Liverpool eine Galerie zum Andenken an seine Amtszeit als Bürgermeister. Walker war bisher nicht als Mäzen oder Kunstsammler in Erscheinung getreten, war aber bekannt dafür, öffentliche Gebäude von hohem architektonischen Standard errichten zu lassen und großzügig für gemeinnützige Zwecke zu spenden. Möglicherweise wollte Walker durch diese Spende das Ansehen seiner Brauerei und des Biergenusses im Allgemeinen wieder heben, nachdem in dieser Zeit der Alkoholkonsum durch Temperenzler in Verruf gekommen war. Walker spendete jedenfalls 20.000 £ für die neue Galerie.
Am 28. September 1874 legte Prinz Alfred, Duke of Edinburgh, den Grundstein der Walker Art Gallery und der Stadtrat genehmigte 1200 £ für den Kauf weiterer Kunstwerke. Am 6. September 1877 eröffnete Edward Henry Stanley, 15. Earl of Derby, unter großer öffentlicher Anteilnahme die Walker Art Gallery. In den ersten vier Monaten kamen 324.117 Besucher in die Ausstellungsräume. Im Jahr 1881 erreichte die Besucherzahl pro Kalenderjahr mit 610.779 einen vorläufigen Höhepunkt, was einem Tagesdurchschnitt von über 2000 Personen entsprach.
1878 kaufte die Galerie für 750 £ das Gemälde And when did you last see your Father? von William Frederick Yeames. Heute zählt es zu den bekanntesten und beliebtesten Werken der Galerie. 1881 konnte Dante's Dream at the Time of the Death of Beatrice von Dante Gabriel Rossetti für 1575 £ erworben werden. Diese und spätere Käufe von Werken der Präraffaeliten, darunter 1884 Isabella von John Everett Millais und 1891 Triumph of the Innocents von William Holman Hunt, begründeten die Verbindung mit der Bruderschaft. 1882 gelangte die Galerie in den Besitz des Gemäldes A Street in Brittany von Stanhope Forbes, dem weitere Werke der spätimpressionistischen Genremalerei der Newlyn School folgen sollten, darunter von Charles Napier Hemy, Ralph Todd und Edwin Harris.
In den folgenden Jahren erweiterte man die Galerie um einen Anbau, der 1884 eröffnet wurde. Andrew Barclay Walker übernahm die gesamten Kosten von 11.500 £. 1885 umfasste die Sammlung bereits über 360 Werke. 1891 konnte für 315 £ Il castigo delle lussuriose (Punishment of Lust) von Giovanni Segantini gekauft werden. Segantini war einer der wenigen modernen ausländischen Maler, von denen die Galerie vor 1900 Gemälde erworben hatte. 1893 wurden alle Leihgaben von der Liverpool Royal Institution der Galerie zeitlich unbegrenzt überlassen. Der 15. Earl of Derby vermachte in diesem Jahr in seinem Testament der Galerie 2000 £. Die Erträge aus diesem Erbe wurden genutzt, um die Werke aufstrebender junger Künstler zu erwerben.
1908 veranstaltete die Walker Art Gallery eine Historical Exhibition of Liverpool Art. Diese umfassende Kunstschau des 18. und 19. Jahrhunderts markierte den Beginn der ernsthaften Untersuchung und gezielten Förderung von lokalen Künstlern. Für 22 £ erwarb die Galerie 1910 Horse Frightened by a Lion von George Stubbs. 1917 spendete John Elliot 44 Gemälde von vorwiegend lokalen Künstlern. 1923 vermachte James Smith der Galerie mehrere wichtige Werke, darunter Künstler wie George Frederic Watts und Auguste Rodin.
1931 wurde die Walker Art Gallery geschlossen, um einen weiteren Anbau zu errichten. Die Umbauarbeiten wurden finanziert durch Spenden von George Audley, F.C. Bowring und Thomas Bartlettin, die jeweils 10.000 £ beisteuerten. George Audley, ein Bier- und Whiskey-Exporteur, stiftete darüber hinaus der Galerie 26 Gemälde. 1933 wurde die Walker Art Gallery mit einer Ausstellung wieder eröffnet, auf der auch Gemälde von Pablo Picasso und Paul Gauguin zu sehen waren. Lord Wavertree, der Sohn von Andrew Barclay Walker, spendete in diesem Jahr 20.000 £ und seine gesamte Gemäldesammlung. 1934 stellte die Galerie auf der Unit One Show Werke von Barbara Hepworth, Henry Moore und Paul Nash aus und erwarb im darauf folgenden Jahr für 950 £ Snowdon from Llyn Nantlle von Richard Wilson.
Während des Zweiten Weltkriegs wurde die Galerie durch das Ministerium für Gesundheit und Ernährung übernommen, das die Ausstellungsräume für Verwaltung und Vertrieb nutzte. Die Sammlung wurde aus Sicherheitsgründen verstreut untergebracht. Die Instandsetzung nach dem Krieg erforderte mehrere Jahre, so dass die Galerie erst 1951 wieder eröffnet werden konnte. Zu diesem Anlass wurden von lokalen Unternehmern mehrere wichtige Werke gestiftet, darunter Molly LongLegs von George Stubbs und ein Selbstporträt von Rembrandt van Rijn. In den nächsten Jahren führte die Walker Art Gallery als eine der ersten Galerien ein regelmäßiges Konservierungsprogramm für ihre Kunstwerke durch und unterhielt vor Ort eigene Restaurierungsstudios.
1955 sorgte eine Vincent-van-Gogh-Ausstellung für großes Aufsehen und lange Warteschlangen. 1957 wurde die erste John Moores Painting Exhibition veranstaltet, die von John Moores gestiftet wurde, dem Gründer der Einzelhandelskette Littlewoods. Diese Ausstellung findet seitdem zusammen mit einem prämierten Wettbewerb alle zwei Jahre statt. Die Walker Art Gallery begann in dieser Zeit mit der Entwicklung von Bildungsprogrammen, die ein breites Angebot von Aktivitäten für Jugendliche und Erwachsene enthielten. Bald konnte die erste Vollzeitkraft für schulische Weiterbildung angestellt werden.
1960 erwarb die Galerie The Virgin and Child with St Elizabeth and the Child Baptist von Peter Paul Rubens für 25.000 £. 1961 sorgte ein Spendenappell an örtliche Unternehmer für Einnahmen von über 70.000 £, die für den Erwerb von Werken großer Meister verwendet wurden, darunter Georges Seurat, Edgar Degas, Claude Monet und Paul Cézanne. In den 1960er Jahren wurden die Präraffaeliten wiederentdeckt und kunsthistorisch neu bewertet. 1964 fand als erste von drei Präsentationen eine Ford-Madox-Brown-Ausstellung statt. 1967 und 1969 folgten Ausstellungen über John Everett Millais und William Holman Hunt. 1967 gewann David Hockney den John Moores-Wettbewerb mit Peter getting out of Nick's pool.
In den 1970er Jahren konnte die Regierung durch langfristige Darlehen drei Gemälde aus der Sammlung des Earl of Sefton für die Walker Art Gallery erwerben, darunter Isabella, Viscountess Molyneux von Thomas Gainsborough. 1979 veranstaltete die Walker Art Gallery eine Allen-Jones-Retrospektive, die erste einer Serie über britische Maler der Moderne. 1986 wurde die Galerie Teil der National Museums & Galleries on Merseyside. 1995 erwarb die Galerie die Weld-Blundell-Sammlung alter Meister mit Zeichnungen von Guido Reni und Andrea Mantegna. 1997 strömten mehr als 53.000 Besucher in eine Ausstellung von Werken des viktorianischen Malers Lawrence Alma-Tadema.
1999 begannen an der Walker Art Gallery groß angelegte Renovierungsarbeiten als Teil des Projekts Into the Future der Staatlichen Museen Liverpool. 2002 wurde die Galerie wieder eröffnet. Sie verfügt nun über eine Galerie für neue Drucke und Zeichnungen, Galerien für temporäre Ausstellungen und umfassend renovierte Galerien mit Werken aus dem 17. Jahrhundert. Die erste Ausstellung in den neuen Galerien war eine große Retrospektive des Porträtisten George Romney aus dem 18. Jahrhundert.
In der Walker Art Gallery wurde 2004 The Stuckists Punk Victorian, die erste nationale Museumsausstellung des Stuckist Art Movement veranstaltet. Die Stuckisten sind eine internationale Kunstbewegung, die 1999 in London von Billy Childish und Charles Thomson als Alternative zu den Young British Artists gegründet wurde.
2019 wurde die Walker Art Gallery  von rund 392.000 Personen besucht. 2024 betrug die Besucherzahl etwa 175.000 Personen.

## Bekannte Künstler
| - Lawrence Alma-Tadema - Hans Baldung - Vlaho Bukovac - Vincenzo Catena - Patrick Caulfield - Paul Cézanne - Helen Lavinia Cochrane - Edgar Degas - Robyn Denny - Carel Fabritius - Stanhope Forbes - Lucian Freud - Thomas Gainsborough - Paul Gauguin - Gilbert & George - Ella Guru - Barbara Hepworth - Charles Napier Hemy | - Edwin Harris - David Hockney - William Hogarth - William Holman Hunt - Edward Atkinson Hornel - Allen Jones - Joe Machine - Andrea Mantegna - Frances MacDonald McNair - James Herbert McNair - John Everett Millais - Claude Monet - Albert Joseph Moore - Henry Moore - Thomas Corsan Morton - Paul Nash - Bryan Pearce - Pablo Picasso | - Nicolas Poussin - Rembrandt van Rijn - Guido Reni - Auguste Rodin - Alexander Roche - George Romney - Dante Gabriel Rossetti - Peter Paul Rubens - Giovanni Segantini - Georges Seurat - Marianne Stokes - George Stubbs - Ralph Todd - Vincent van Gogh - George Frederic Watts - Richard Wilson - Richard Caton Woodville - William Frederick Yeames |